# Rita Barbier
Rita Barbier, née le 26 novembre 1964 à Saint-Étienne-de-Tinée, est une skieuse alpine française. 

## Biographie
Rita Barbier est la fille de Gilbert Barbier (président du club des sports d'Auron) et de Josette Lombard (1944 2020). Elle a pour sœur la skieuse alpine Hélène Barbier.
En 1984, elle est sacrée championne de France du  Combiné à Auron. Au cours de ces championnats de France, elle prend la 4e place du slalom ainsi que la 8e place du slalom géant,.

## Palmarès

### Championnats de France

#### Elite
| Édition / Epreuve       | Slalom géant | Slalom | Combiné |
| ----------------------- | ------------ | ------ | ------- |
| Championnats 1984 Auron | 8e           | 4e     | Or      |